# Хлопець з нашого міста (фільм, 1942)
«Хлопець з нашого міста» — радянський художній чорно-білий фільм 1942, знятий за мотивами однойменної п'єси Костянтина Симонова.

## Сюжет
Саратовський хлопець Сергій Луконін (Микола Крючков) влітку 1932 року їде з обласного міста в далекий Омськ, в танкову школу. У Саратові залишається його наречена, Варенька, що незабаром стала актрисою. У 1936 році Сергій вирушає на війну в Іспанію, де потрапляє в полон до німців і видає себе за француза, однак німці, упізнавши його по акценту, намагаються змусити зізнатися, що він росіянин. Проте обставини складаються так, що Сергій зміг втекти. І знову — бої, в яких він намагається розкрити можливості радянських танків. У 1941 році починається Велика Вітчизняна війна, і він, як і мільйони радянських людей, опиняється на фронті, там він зустрічається зі старим знайомим — тим німцем, що допитував його в Іспанії. За мотивами однойменної п'єси Костянтина Симонова.

## У ролях
- Микола Крючков —  Сергій Луконін
- Микола Боголюбов —  Аркадій Андрійович Бурмін
- Лідія Смирнова —  Варя Луконіна-Бурміна, сестра Аркадія Бурміна, дружина Сергія Луконіна
- Володимир Канделакі —  Вано Гуліашвілі
- Микола Мордвинов —  Олексій Петрович Васнецов, начальник Омської танкової школи
- Ніна Зорська —  Женя
- В. Степанов —  Севостьянов
- Валерій Медведєв —  Петька «Волжанин»
- Олександр Румнєв —  перекладач
- Петро Любешкін —  Сафонов
- Анатолій Алексєєв —  Володя
- Микола Хрящиков —  зв'язківець  (немає в титрах)
- Георгій Георгіу —  лікар-ординатор  (немає в титрах)
- Григорій Шпігель —  німецький офіцер  (немає в титрах)
- Тетяна Гурецька —  медсестра в госпіталі  (немає в титрах)
- Олексій Долинін — епізод (немає в титрах)
- Петро Шапошников — поранений в госпіталі (немає в титрах)
- Олександр Баранов —  танкіст  (немає в титрах)

## Знімальна група
- Автори сценарію:
  - Костянтин Симонов
  - Олександр Столпер
- Режисери:
  - Борис Іванов
  - Олександр Столпер
  - Олександр Птушко
- Оператори-постановники:
  - Сергій Уралов
  - Самуїл Рубашкін
- Художники-постановники:
  - Арнольд Вайсфельд
  - Йосип Шпінель
- Композитор: Микола Крюков
- Пісні на вірші:
  - Костянтин Симонов
  - Наталія Кончаловська
- Звукорежисер: С. Ключевський
- Асистент режисера Хаким Давлетбеков